# Yoshiki-diszkográfia
Yoshiki japán zenész 2017 áprilisával bezárólag három szólólemezt jelentetett meg, valamint számos művész számára írt dalt.

## Szólókiadványok

### Stúdióalbumok
| Cím               | Adatok                                   | Legmagasabb helyezés |
| Cím               | Adatok                                   | Oricon               |
| ----------------- | ---------------------------------------- | -------------------- |
| Eternal Melody    | - Megjelenés dátuma: 1993. április 21.   | 6                    |
| Eternal Melody II | - Megjelenés dátuma: 2005. március 23.   | 14                   |
| Yoshiki Classical | - Megjelenés dátuma: 2013. augusztus 27. | 4                    |

### Válogatásalbumok
| Cím                     | Adatok                                  | Legmagasabb helyezés |
| Cím                     | Adatok                                  | Oricon               |
| ----------------------- | --------------------------------------- | -------------------- |
| Yoshiki Selection       | - Megjelenés dátuma: 1991. december 12. | 17                   |
| A Music Box For Fantasy | - Megjelenés dátuma: 1993. július 25.   | —                    |
| Yoshiki Selection II    | - Megjelenés dátuma: 1996. november 4.  | 17                   |

### Kislemezek
| Cím                                      | Adatok                                          | Legmagasabb helyezés |
| Cím                                      | Adatok                                          | Oricon               |
| ---------------------------------------- | ----------------------------------------------- | -------------------- |
| Amethyst (Londoni Filharmonikus Zenekar) | - Megjelenés dátuma: 1993. november 3.          | 5                    |
| Foreign Sand (Roger Taylorral)           | - Megjelenés dátuma: 1994. június 1.            | 13                   |
| Golden Globe Theme                       | - Megjelenés dátuma: 2013. január 15.           | —                    |
| Red Swan ft. Hyde                        | - Kiadás dátuma: 2018 ősze - Kiadó: Pony Canyon | 4                    |

### Más előadókkal
| Cím                                    | Adatok                                                       |
| -------------------------------------- | ------------------------------------------------------------ |
| Kiss My Ass: Classic Kiss Regrooved    | - Megjelenés dátuma: 1994. június 21.                        |
| Tribute Spirits                        | - Megjelenés dátuma: 1999. május 1.                          |
| Ai Chikyu-haku presents Global Harmony | - Megjelenés dátuma: 2003. március 26.                       |
| Ai Chikyu-haku presents Love the Earth | - Megjelenés dátuma: 2005. március 30.                       |
| #SINGFORLIFE                           | - Megjelenés dátuma: 2020. március 24. - YouTube-on elérhető |

### DVD-k
| Cím                                                                      | Adatok                                 | Legmagasabb helyezés |
| Cím                                                                      | Adatok                                 | Oricon               |
| ------------------------------------------------------------------------ | -------------------------------------- | -------------------- |
| Anniversary                                                              | - Megjelenés dátuma: 2000. május 18.   | —                    |
| Symphonic Concert with Tokyo City Philharmonic Orchestra feat. Violet UK | - Megjelenés dátuma: 2005. március 30. | 12                   |

## Együttesben

### Violet UK
| Cím                         | Adatok                                   | Legmagasabb helyezés |
| Cím                         | Adatok                                   | Oricon               |
| --------------------------- | ---------------------------------------- | -------------------- |
| Sex and Religion (Test Mix) | - Megjelenés ideje: 2005. szeptember 22. | —                    |
| Blue Butterfly              | - Megjelenés ideje: 2007. október 3.     | —                    |
| Rosa (Movie Mix)            | - Megjelenés ideje: 2009. április 29.    | —                    |

### L.O.X.
| Cím                                                                                     | Adatok | Legmagasabb helyezés |
| Cím                                                                                     | Adatok | Oricon               |
| --------------------------------------------------------------------------------------- | --- | -------------------- |
| Shake Hand                                                                              | - Megjelenés ideje: 1990. június 25. - Megjegyzés: dobok, Siratori Rei néven                                         | —                    |
| Tribute to Masami Kegare naki buta-tomodacsi e!! (Tribute to Masami 汚れなき豚友達へ!!) | - Megjelenés ideje: September 20, 2002 - Megjegyzés: több előadó; dobok a Kokoro Talk című dalban Siratori Rei néven | —                    |

### V2
| Cím                                                                                | Adatok                                                  | Legmagasabb helyezés |
| Cím                                                                                | Adatok                                                  | Oricon               |
| ---------------------------------------------------------------------------------- | ------------------------------------------------------- | -------------------- |
| Haitoku no hitomi (Eyes of Venus)/Virginity (背徳の瞳 〜Eyes of Venus〜/Virginity) | - Megjelenés ideje: 1992. január 19.                    | 2                    |
| V2 Special Live Virginity 1991.12.5                                                | - Megjelenés ideje: 1992. március 25. - Megjegyzés: DVD | —                    |

### Globe
| Cím                           | Adatok                                 | Legmagasabb helyezés |
| Cím                           | Adatok                                 | Oricon               |
| ----------------------------- | -------------------------------------- | -------------------- |
| Seize the Light               | - Megjelenés ideje: 2002. november 27. | 8                    |
| 8 Years: Many Classic Moments | - Megjelenés ideje: November 27, 2002  | 2                    |
| Get It on Now (feat. Keiko)   | - Megjelenés ideje: 2003. március 26.  | 35                   |
| Level 4                       | - Megjelenés ideje: 2003. március 26.  | 17                   |

### ToshI feat Yoshiki
| Cím                                                | Adatok                                                                             |
| -------------------------------------------------- | ---------------------------------------------------------------------------------- |
| Crystal Piano no kimi                              | - Megjelenés ideje: 2011. január 24.                                               |
| ToshI feat. Yoshiki Special Concert Luxury Box Set | - Megjelenés ideje: 2011. június 25.                                               |
| Haru no negai/I'll Be Your Love                    | - Megjelenés ideje: 2011. augusztus 18. - Megjegyzés: csak koncerteken árusították |

## Dalszerzőként és producerként

### Kislemezek
| Év   | Lemez                                                                            | Előadó          | Szerep                                                                   |
| ---- | -------------------------------------------------------------------------------- | --------------- | ------------------------------------------------------------------------ |
| 1986 | Mystery Temptation                                                               | Poison          | producer                                                                 |
| 1993 | Ima vo dakisimete (今を抱きしめて)                                               | NOA             | dalszövegíró, zeneszerző, hangszerelő, producer                          |
| 1994 | Rain                                                                             | Glay            | dalszövegíró, társzeneszerző, hangszerelő, producer, zongorista          |
| 1997 | Moment                                                                           | Szaidzsó Hideki | zeneszerző, hangszerelő, producer                                        |
| 1998 | Begin                                                                            | Kitano Sóko     | dalszövegíró, zeneszerző, hangszerelő, producer                          |
| 1998 | Bara to midori (薔薇と緑)                                                        | Kitano Sóko     | dalszövegíró, zeneszerző, hangszerelő, producer                          |
| 1999 | Akuro no oka                                                                     | Dir en grey     | hangszerelő, producer                                                    |
| 1999 | Zan                                                                              | Dir en grey     | hangszerelő, producer                                                    |
| 1999 | Jurameki                                                                         | Dir en grey     | hangszerelő, producer                                                    |
| 1999 | Cage                                                                             | Dir en grey     | hangszerelő, producer                                                    |
| 1999 | Jokan                                                                            | Dir en grey     | hangszerelő, producer                                                    |
| 2000 | Pearl                                                                            | Shiro           | hangszerelő, producer                                                    |
| 2000 | LR-7                                                                             | Beast           | hangszerelő, producer                                                    |
| 2000 | Happy Driving                                                                    | Revenus         | vezető producer                                                          |
| 2000 | Chemical                                                                         | Beast           | hangszerelő, producer                                                    |
| 2000 | Sinku no hana (深紅の花)                                                         | Kudó Sizuka     | dalszövegíró (Tacsibana Tomomi néven), zeneszerző, hangszerelő, producer |
| 2000 | Tómei na dzsibun (透明な自分)                                                    | Shiro           | producer                                                                 |
| 2001 | Szen no hitomi (千の瞳)                                                          | Revenus         | hangszerelő, producer                                                    |
| 2001 | Vision                                                                           | Beast           | vezető producer                                                          |
| 2001 | Flower                                                                           | Revenus         | hangszerelő, vezető producer                                             |
| 2001 | Digital Crazy Kong                                                               | Brain Drive     | vezető producer                                                          |
| 2001 | Lilac                                                                            | Flangers        | vezető producer                                                          |
| 2002 | Atarasii Door (新しいドア)                                                       | Flangers        | vezető producer                                                          |
| 2002 | Acacia                                                                           | Revenus         | vezető producer                                                          |
| 2002 | Jorugoe (よるごえ)                                                               | Pick 2 Hand     | vezető producer                                                          |
| 2003 | I'll Be Your Love                                                                | Dahlia          | dalszövegíró, zeneszerző, hangszerelő, producer                          |
| 2004 | Scorpio                                                                          | The TRAX        | zeneszerző, hangszerelő, producer                                        |
| 2005 | Rhapsody                                                                         | The TRAX        | dalszövegíró, hangszerelő, producer                                      |
| 2016 | Bara no joni szaite szakura no joni csitte (薔薇のように咲いて 桜のように散って) | Macuda Szeiko   | dalszövegíró, zeneszerző, hangszerelő, producer                          |
| 2019 | Zipang                                                                           | Hyde            | zongora                                                                  |
| 2020 | Imitation Rain                                                                   | SixTones        | dalszerző, producer                                                      |
| 2020 | #SINGFORLIFE (ft. Bono, will.i.am, Jennifer Hudson)                              |                 | társzeneszerző                                                           |

### Stúdióalbumok
| Év   | Lemez                     | Előadó                  | Szerep                                                       |
| ---- | ------------------------- | ----------------------- | ------------------------------------------------------------ |
| 1989 | The Inner Gates           | Baki                    | zongorista, hangszerelő (In My Heart Cave)                   |
| 1990 | Habit of Sex              | Ex-Ans                  | zongorista (Different Malice)                                |
| 2001 | Kusza ikire (クサ イキレ) | Pick 2 Hand             | vezető producer                                              |
| 2001 | Imagination lens          | Beast                   | vezető producer                                              |
| 2001 | Humanistic                | Abandoned Pools         | vezető producer                                              |
| 2001 | Believer                  | Laura Dawn              | producer (I Would)                                           |
| 2001 | Super Turtle Attack       | Ladies Room             | vezető producer                                              |
| 2002 | Before the Beginning      | Aja Daashuur            | vezető producer                                              |
| 2002 | Zerøspace                 | Kidneythieves           | vezető producer                                              |
| 2002 | Glory Days                | Revenus                 | vezető producer                                              |
| 2002 | Jewelry Box               | Kudó Sizuka             | vezető producer                                              |
| 2002 | Sówa no kaidan Vol. 1     | Kudó Sizuka             | vezető producer                                              |
| 2003 | Kain (가인)               | Cso Szongmo (Jo Sungmo) | zeneszerző (Kudeppunioszo (Geudaeppunieoseo)) (그대뿐이어서) |
| 2004 | Takarazuka mime!          | Takarazuka Revü         | zeneszerző (Szekai no ovari no joru ni) (世界の終わりの夜に) |
| 2007 | Katakombák                | filmzene                | producer                                                     |
| 2008 | Repo! – A genetikus opera | filmzene                | producer                                                     |
| 2018 | Hymn                      | Sarah Brightman         | Zeneszerző és zongorista a Miracle című dalban.              |

## Egyéb
- Remedy (Abandoned Pools, 2002, cameo a videóklipben)
- To Be the Best (Tenacious D, 2012, cameo a videóklipben)